# Diictodon
Diictodon è un genere estinto di terapsidi appartenente ai dicinodonti, vissuto durante il Permiano in Sudafrica e in alcune regioni dell'Asia.

## Descrizione

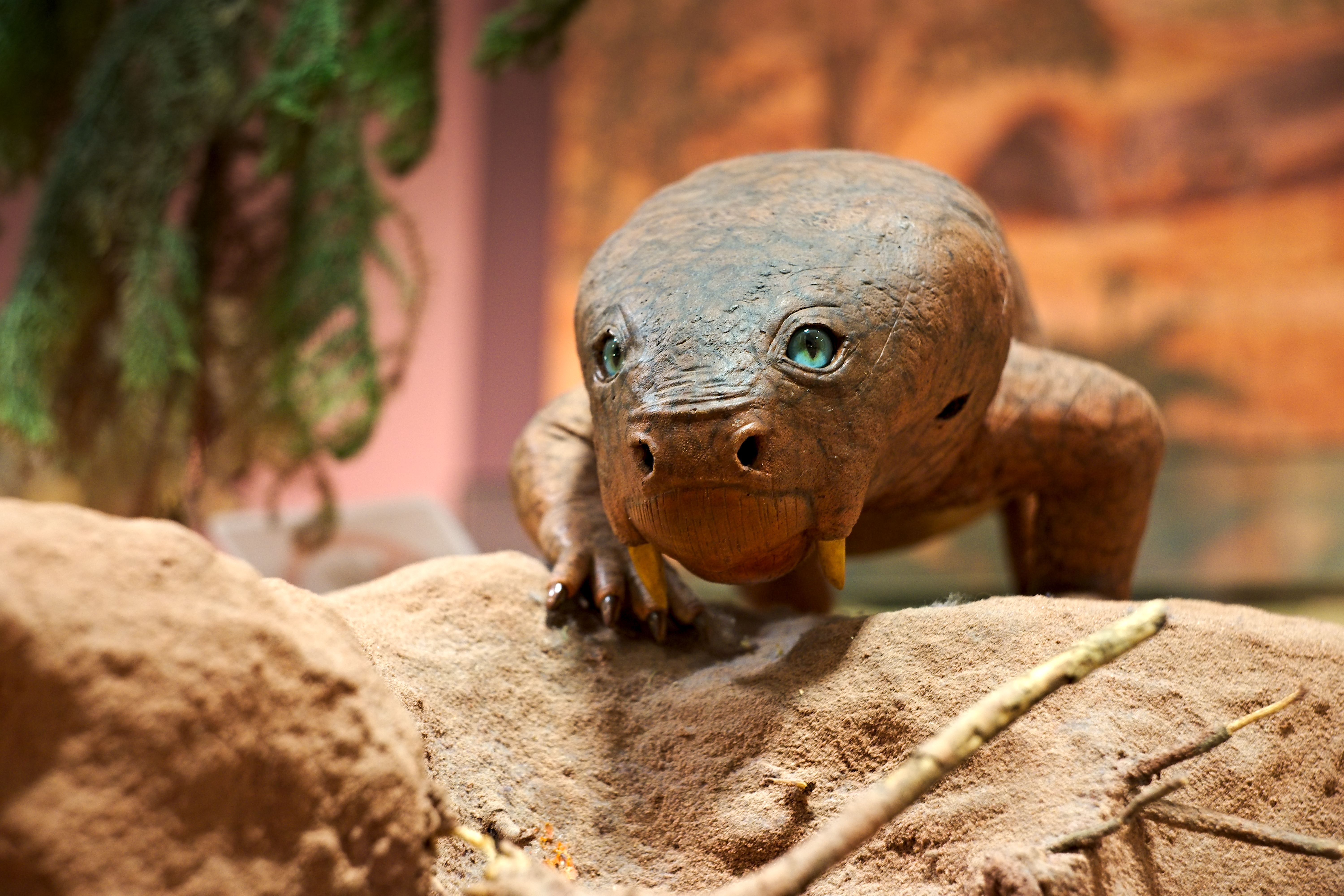
Ricostruzione museale di Diictodon

Strettamente imparentato coi giganti triassici come il Placerias o il Kannemeyeria, a differenza di essi, questo terapside era molto piccolo, solo 50 cm, e viveva in tane sotterranee a forma di spirale, comportandosi similmente alle talpe attuali. Queste tane, oltre a rifugio da tempeste di sabbia e predatori come il Gorgonops, facevano anche da "dispensa":a causa infatti del clima arido, gli animali dovevano sfruttare le minime risorse possibili e così, assieme alle scorte di cibo per i periodi più aridi, il dictodonte aveva sviluppato un efficace apparato digerente, traendo energia anche da piccoli bocconi. 
Era un erbivoro e usava le zampe e le zanne per scavare sottoterra o cercare i tuberi e radici di cui si nutriva.

## Nella cultura di massa
Il Diictodon appare nella serie televisiva Primeval; compare anche nel terzo episodio del documentario della BBC L'impero dei mostri.